# Leptomastix fulva
Leptomastix fulva är en stekelart som först beskrevs av Nikol'skaya 1952.  Leptomastix fulva ingår i släktet Leptomastix och familjen sköldlussteklar. Inga underarter finns listade i Catalogue of Life.